# Ремі Лоран

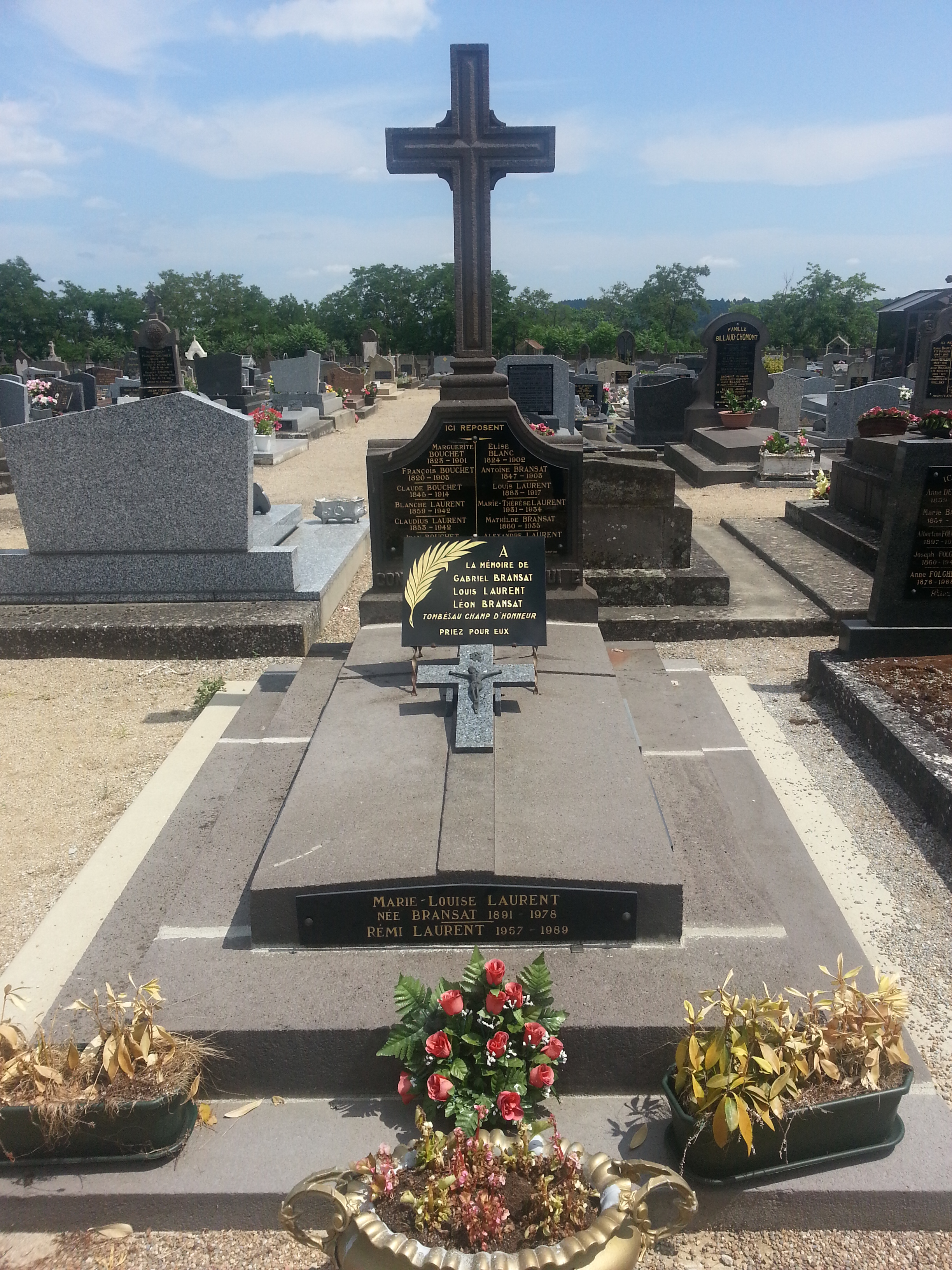
Могила Ремі Лорана

Ремі Франсуа Сімон Лоран (фр. Rémi François Simon Lauren; нар. 12 жовтня 1957, Сюрен, Франція — пом. 14 листопада 1989, Париж, Франція) — французький актор.

## Життєпис
Ремі Лоран народився 12 жовтня 1957 року в Сюрен у родині агронома та медсестри. У нього були брат та сестра. Згодом сім'я переїхала у Париж, в XVI округ. Навчався грати на фортепіано, потім вирішив стати коміком. 
У 1975 році вступив на курси акторської майстерності. 
Дебютував у кіно в 1976 році у молодіжній комедії режисера Мішеля Ланґа «До нас, маленькі англійки!». 
Помер 14 листопада 1989 року в лікарні Біша-Клод-Бернар від хвороби, пов'язаної з ВІЛ. Похований 20 листопада 1989 року на цвинтарі у муніципалітеті Сен-Пурсен-сюр-Сіуль.

## Особисте життя
Був у романтичних стосунках з акторкою Анн Кодрі, яка померла 23 серпня 1991 року від ВІЛ. У 1984 році одружився з угорською танцівницею та мімою Емюке Машник, з якою познайомився на фестивалі Нюї-де-Фурв'єр (Фурв'єрівські ночі) у Ліоні. 

## Фільмографія
| Рік  |    | Українська назва                         | Оригінальна назва                               | Роль                 |
| ---- | -- | ---------------------------------------- | ----------------------------------------------- | -------------------- |
| 1987 | кф | Заморожена принцеса                      | La Princesse Surgelée                           |                      |
| 1986 | ф  | Чорний переполох                         | Black Mic-Mac                                   | заступник інспектора |
| 1986 | кф | Солодка Франція                          | Douce France                                    |                      |
| 1986 | с  | Перехрестя                               | Crossings                                       | Жан Поль             |
| 1984 | кф | Комбінація жирафи                        | La combine de la girafe                         |                      |
| 1982 | ф  | Дві кульки морозива, або що я скажу мамі | Une glace avec deux boules ou je le dis à maman | Бернар               |
| 1982 | ф  | Подарунок                                | Le Cadeau                                       | Лоран Дюфур          |
| 1982 | кф | Сатана рок-н-рол                         | Satané Rock'n Roll                              |                      |
| 1981 | ф  | Сім'я Плуф                               | Les Plouffe                                     | Деніс Буше           |
| 1981 | ф  | Розрив                                   | La Cassure                                      | брат Рауффа          |
| 1980 | ф  | Всі зірки                                | Tous vedettes                                   | Лоран Дермонкур      |
| 1980 | с  | Сінема 16                                | Cinéma 16                                       | Дід'є                |
| 1980 | кф | 48 годин                                 | 48 Heures                                       |                      |
| 1980 | ф  | Клітка для диваків                       | La Cage aux folles                              | Лорен Бальді         |
| 1979 | кф | Кароль                                   | Carole                                          |                      |
| 1979 | ф  | До дідька... ми підемо сюди              | C'est dingue, mais on y va... !                 | Ніколя               |
| 1978 | кф | Шістнадцять років Єремі Мілле            | Les seize ans de Jérémy Millet                  |                      |
| 1977 | ф  | Зупини свій танк ... новобранець!        | Arrête ton char... bidasse!                     | Франсіс              |
| 1977 | ф  | Привітайтеся з пані!                     | Dis bonjour à la dame                           | Даніель Феррі        |
| 1976 | ф  | До нас, маленькі англійки!               | À nous les petites Anglaises                    | Алан                 |

## Нагороди та номінації
| Рік  | Премія  | Номінація                 | Стрічка / Роль            | Результат |
| ---- | ------- | ------------------------- | ------------------------- | --------- |
| 1982 | «Джині» | Найкращий іноземний актор | «Сім'я Плуф» / Деніс Буше | Номінація |